# شاس
شاس (به عبری: ש"ס مخفف شومری سفارد -محافظان سفارد-) حزب سیاسی سنت‌گرای مذهبی اسرائیلی است. این حزب نمایندگی یهودیان سفاردی حریدی را دارد. این حزب در سال ۱۹۸۴ توسط عووادیا یوسف رهبر مذهبی یهودیت سفاردی با هدف برقراری حقوق برابر با اشکنازی‌ها و پیگیری منافع طبقات پایین‌تر اجتماعی پایه‌گذاری شد. یوسف تا هنگام مرگش در سال ۲۰۱۳ رهبر معنوی شاس محسوب می‌شد. پایگاه اجتماعی این حزب در بین یهودیان سفاردی و مزراحی (مهاجران خاورمیانه، شبه‌جزیره ایبری و شمال آفریقا) است.
شاس از زمان تشکیل خود تقریباً همیشه در ائتلاف حاکم حضور داشته، چه هنگامی که دولت چپ‌گرای حزب کار بر قدرت بوده و چه دولت راست‌گرای لیکود اما در سال ۲۰۱۳ در اعتراض به احزاب غیرمذهبی حاضر در دولت نتانیاهو که خواستار اجباری شدن خدمت سربازی برای یهودیان حریدی شده بودند، ترجیح دادند تا همراه با حزب کار در اپوزیسیون قرار بگیرند.
بزرگترین موفقیت شاس در در انتخابات سال ۱۹۹۹ بود که توانست با کسب هفده کرسی کنست رقیبی جدی برای دو حزب عمده اسرائیل یعنی کارگر و لیکود باشد. آنها در انتخابات ۲۰۱۵ به ۷ کرسی از ۱۲۰ کرسی کنست رسیدند.